# Maprotilina
La maprotilina, vendida como medicamento con el nombre de Ludiomil, es un fármaco antidepresivo con estructura tetracíclica, con características farmacológicas similares a los antidepresivos tricíclicos (ej: amitriptilina, nortriptilina). Es derivado del dibenzo-biciclo-octadieno, y es activo por vía oral.

## Mecanismo de acción
Similar a los antidepresivos tricíclicos, la maprotilina inhibe la recaptura neuronal de norepinefrina, posee algo de efecto anticolinérgico, y no afecta la actividad de la enzima monoamino oxidasa.
Se diferencia de los antidepresivos tricíclicos en que no parece bloquear la recaptura de serotonina.

## Utilidad terapéutica
La Maprotilina puede ser utilizada para tratar diversos desórdenes depresivos, incluyendo desórdenes disrítmicos (Neurosis depresiva) y desórdenes depresivos mayores. También es efectivo para reducir los síntomas de la ansiedad asociada a la depresión.

## Efectos laterales
Los principales efectos laterales son:
Gastrointestinales:
Muy común: Boca seca por efecto anticolinérgico: 10-22 %
Común: Constipación, náuseas: 1-10 %
Raro: Vómitos, distrés epigástrico, diarrea: 0,01-0,1 %
Sistema nervioso central:
Muy común: Somnolencia: 10-16 %
Común: Mareos, temblores, cefaleas: 1-10 %
Raro: Disminución de la memoria, hiperactividad motora, acatisia, alteraciones electroencefalograma
Psiquiátricos:
Común: Nerviosismo, ansiedad, insomnio, agitación: 1-10 %
Raro: Estados confusionales, alucinaciones, desorientación, ilusiones, mal descanso, pesadillas, psicosis, sensación de irrealidad, disminución de la libido.